# Trachypithecus francoisi
El langur o lutung de Francois (Trachypithecus francoisi) es una especie de primate catarrino de la familia Cercopithecidae; es la especie tipo del género. Se distribuye desde el sudoeste de China  hasta el noreste de Vietnam.
El número total de individuos es desconocido, aunque se cree que hay menos de 500 en Vietnam, y 1.400-1650 en China. Es difícil determinar el número de individuos, ya que su población está bien distribuida, pero fragmentada y aislada entre sí. Casi ninguna población de monos tiene más de 50 individuos.(IUCN, 2008)
.
Hay cerca de 60 langures de esta especie en cautiverio en zoológicos de Estados Unidos. En el zoológico Mesker Park en Evansville, Indiana logró reproducir exitosamente este mono. El zoológico recibió dos hembras, Liang y Sai, en noviembre de 2003. Cada una dio a luz en agosto de 2006. El padre venía del zoológico de Cincinnati en diciembre de 2005. En febrero de 2008 Liang dio a luz una hembra.

## Galería

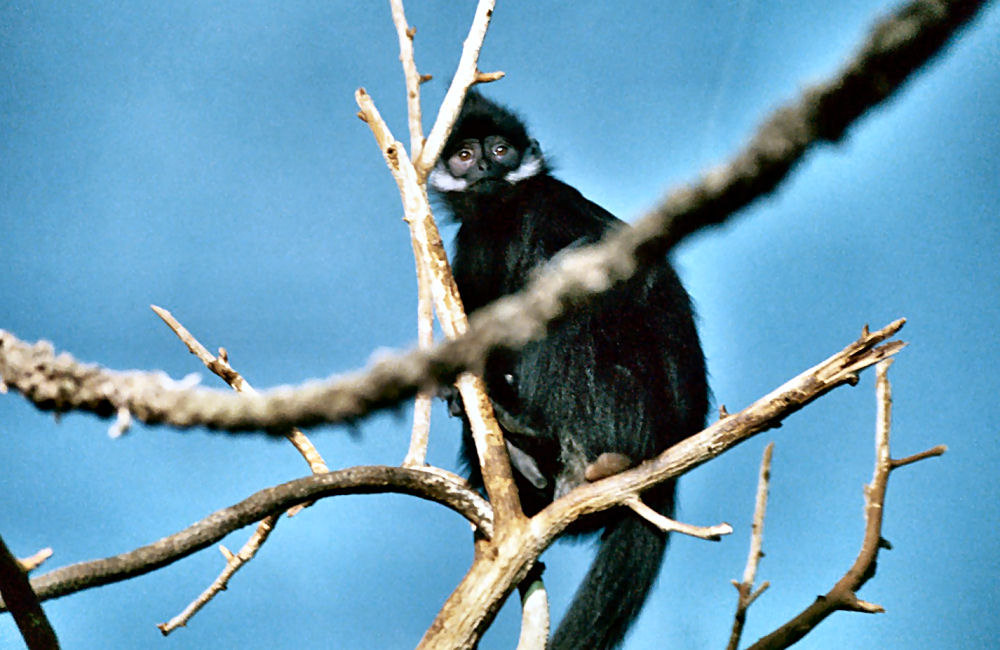
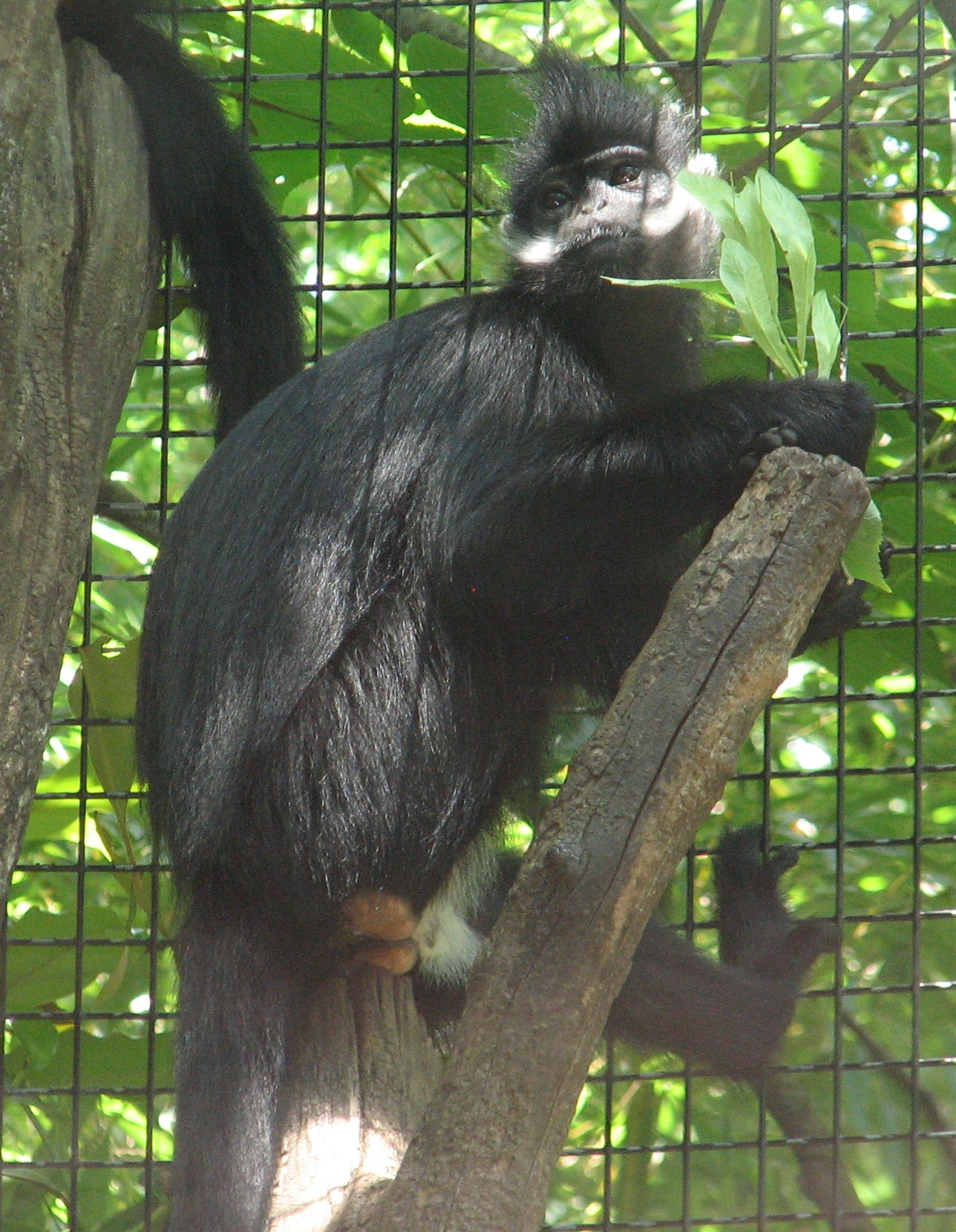
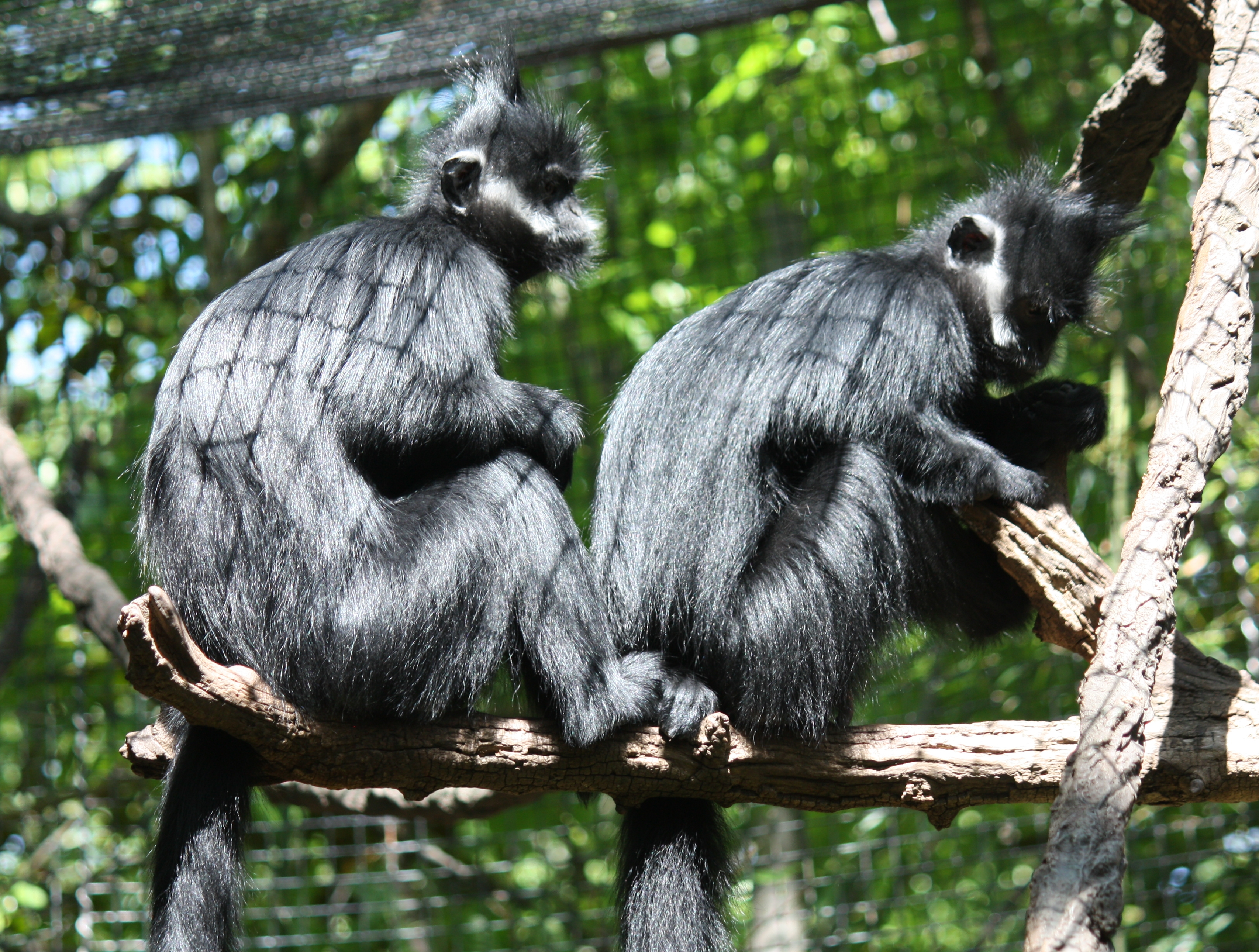
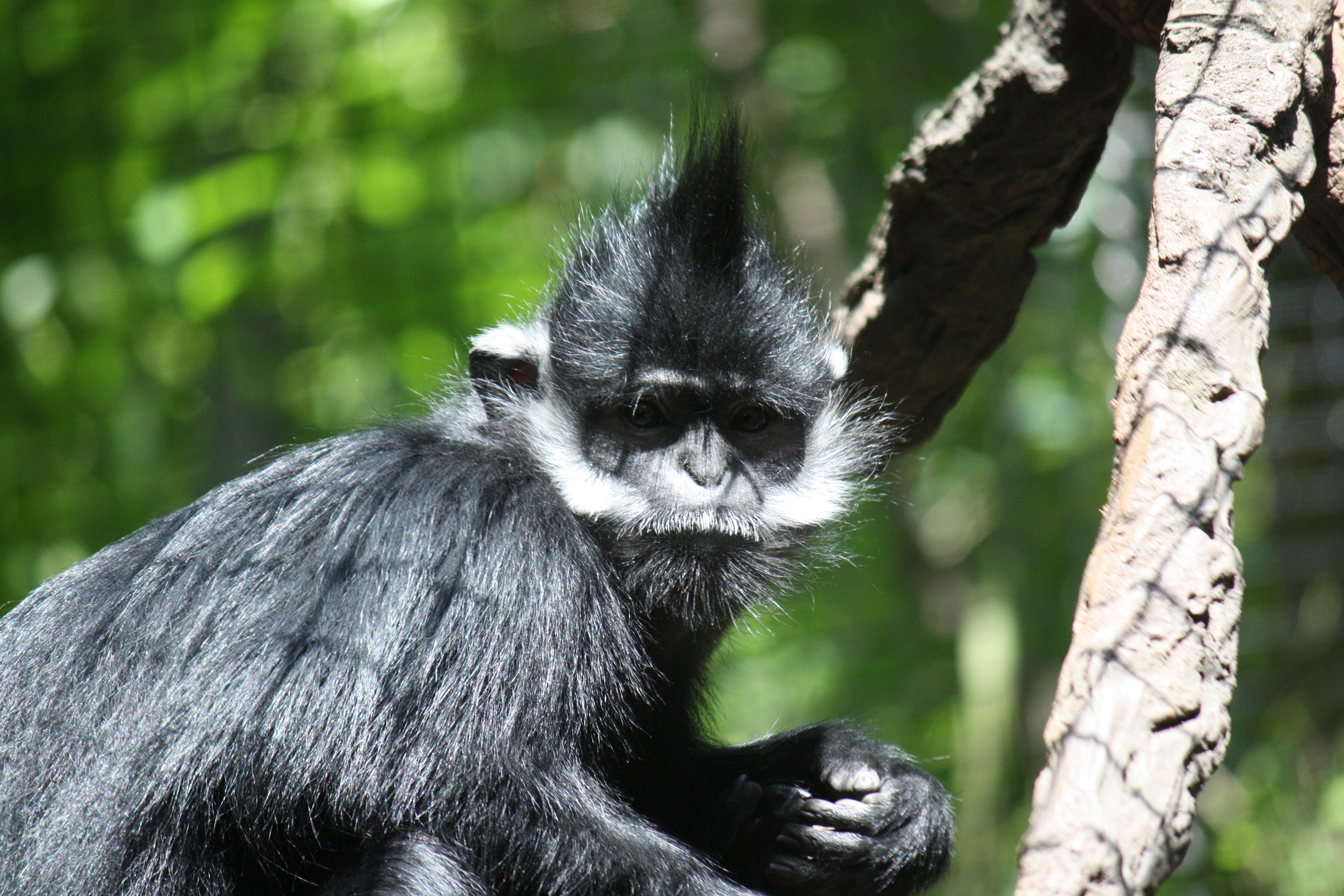